# Tim Hunkin

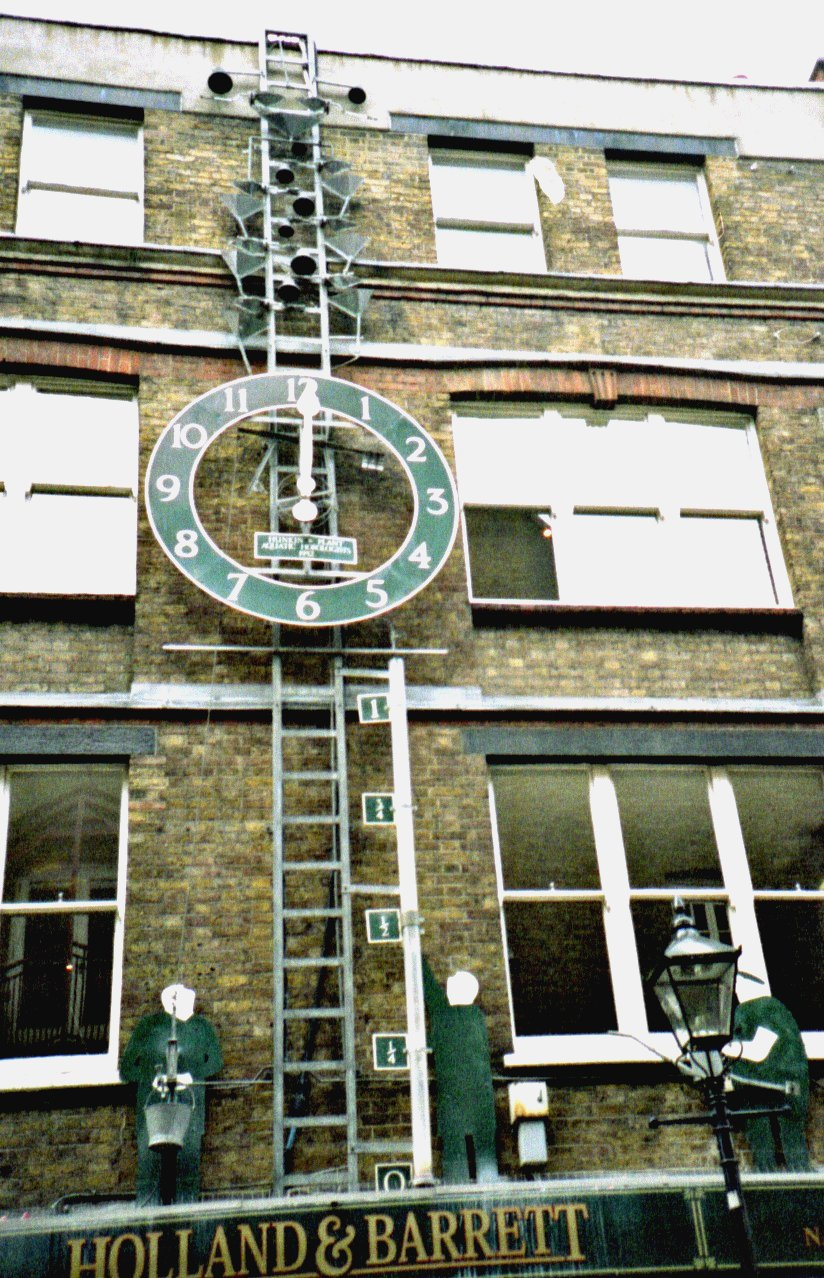
Waterklok van Tim Hunkin en Andy Plant in Covent Garden

Tim Hunkin (Hammersmith, 27 december 1950) is een Britse technicus, tekenaar en artiest. Hij woont in Suffolk. 
Hij maakte voor de Britse zender Channel 4 de televisieserie "The Secret Life of Machines" (het geheime leven van machines). Deze serie is oorspronkelijk door de VPRO in Nederland uitgezonden. In die serie laat hij op eenvoudige en humoristische wijze zien hoe apparaten werken. 
Hij heeft een reeks van boeken geschreven in een aparte tekenstijl. Een van zijn boeken is "Hunkin's Experiments".